# Bubista
Pedro Leitão Brito znany jako Bubista (ur. 6 stycznia 1970 na Boa Viście) – kabowerdyjski piłkarz grający na pozycji obrońcy, a po zakończeniu kariery trener piłkarski. Od 2020 jest zawodnikiem klubu Aris Limassol.

## Kariera klubowa
W latach 1995–1996 Bubista grał w Segunda División w hiszpańskim CD Badajoz. W latach 1996–2002 był zawodnikiem angolskiego klubu Atlético Sport Aviação. W sezonach 2000 i 2001 wywalczył z nim wicemistrzostwo Angoli, a w sezonie 2002 został mistrzem tego kraju. W latach 2003–2006 grał w rodzimym CD Falcões do Norte, w którym zakończył karierę.

## Kariera reprezentacyjna
W reprezentacji Republiki Zielonego Przylądka Bubista zadebiutował 2 sierpnia 1998 w przegranym 0:3 meczu kwalifikacji do Pucharu Narodów Afryki 2000 z Mali, rozegranym w Bamako. Od 1998 do 2005 rozegrał w kadrze narodowej 19 meczów.

## Kariera trenerska
Po zakończeniu kariery piłkarskiej Bubista został trenerem. Pracował w takich klubach jak: CS Mindelense (2012-2013, mistrzostwo Republiki Zielonego Przylądka w 2013), Académica do Mindelo (2015), Sporting Praia (2015-2016), ponownie Académica do Mindelo (2017) i Batuque FC (2018-2019). W styczniu 2020 roku został selekcjonerem reprezentacji Republiki Zielonego Przylądka. W 2022 roku doprowadził ją do 1/8 finału Pucharu Narodów Afryki 2021.